# Kyllinga
Kyllinga es un género de plantas herbáceas de la familia Cyperaceae.   Comprende 245 especies descritas y de estas, solo 74 aceptadas.

## Descripción
Son planta anuales cespitosas o perennes rizomatosas; culmos lisos, triquetros a redondeado-triquetros; plantas hermafroditas. Hojas con láminas presentes o a veces ausentes, los márgenes y quillas escabriúsculos. Inflorescencia compuesta de 1–4 espigas sésiles, densamente cilíndricas a ovoides, sostenidas por (1–) 2–4 brácteas foliáceas; espiguillas 15–150 por espiga, densamente dispuestas en el raquis, ovadas a lanceoladas, 1 (–2) flores, escamas dísticas, las 2 basales reducidas y estériles, escama fértil 1 (raramente 2, sólo la inferior produce una flor), ovada, mucronada a mucronulada, 1.8–3.4 mm de largo y 0.8–2.6 mm de ancho, 2–4 nervios a cada lado; perianto ausente, estambres 1–3 por flor, anteras oblongo-elípticas a lineares; estigmas 2. Fruto lenticular, lateralmente aplanado, angostamente ovado a elíptico u oblongo, apiculado, la base cuneada a redondeada, la superficie punteada, café a café-rojizo, subestipitado a estipitado.

## Taxonomía
El género fue descrito por Christen Friis Rottbøll y publicado en Descriptionum et Iconum Rariores 12, pl. 4. 1773. La especie tipo es:   Kyllinga nemoralis (J.R. Forst. & G. Forst.) Dandy ex Hutch. & Dalziel. 

## Especies seleccionadas
- Kyllinga afro-occidentalis
- Kyllinga afropumila
- Kyllinga alata
- Kyllinga allata
- Kyllinga alba
- Kyllinga albescens
- Kyllinga albiceps
- Kyllinga brevifolia (Fosforito)
- Kyllinga erecta
- Kyllinga nemoralis
- Kyllinga odorata